# 布格貝格山
47°38′9″N 16°21′43″E / 47.63583°N 16.36194°E

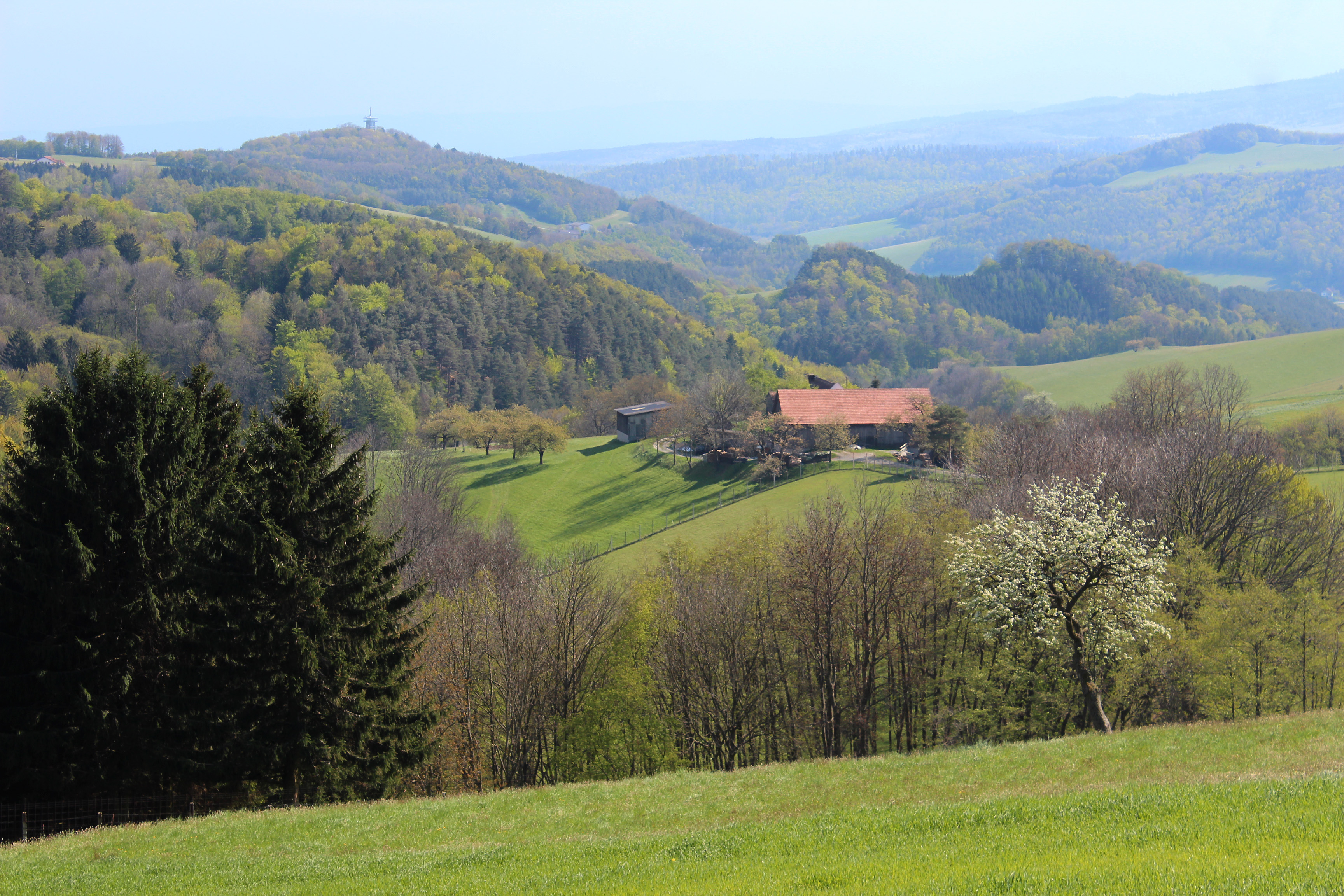

布格貝格山（德語：Burgberg），是奧地利的山峰，位於該國東北部，由下奧地利州負責管轄，屬於羅薩利亞山的一部分，距離柯尼希比希爾山1.1公里，海拔高度545米。